# Кочетков, Иван Александрович
Иван Александрович Кочетков (16 марта 1914, Москва, Российская империя — 20 января 1974, Москва, СССР) — советский футболист и тренер. Начинал на позиции нападающего, однако более известен в качестве защитника.

## Биография
Иван Кочетков в 16 лет стал выступать на первенство города за футбольную команду столичной обувной фабрики «Парижская Коммуна» из Замоскворечья. Затем пять лет выступал за команду «Мосэнерго». В 1936 году Кочетков был призван в армию и пополнил ряды ЦДКА. На Кочеткова рассчитывали на позиции центрального нападающего, но в 11 матчах он не забил ни одного мяча. Затем футболист выступал за «Торпедо» (в 1939 был капитаном) и «Спартак».
Участник Великой Отечественной войны. Служил телефонистом взвода управления 4-го гвардейского минометного полка оперативной группы гвардейской минометной части Ставки Верховного Главнокомандования. Награжден медалью «За боевые заслуги».
В 1943 вернулся в ЦДКА. К этому времени игрок выступал на позиции центрального защитника. У 30-летнего игрока открылось «второе дыхание», и во многом благодаря его надёжной игре армейцы не раз становились в те годы чемпионами страны и обладателями кубка СССР. Особенно известен матч последнего тура чемпионата СССР 1948 года против «Динамо»: счёт был 2:1 в пользу «команды лейтенантов» и тут Кочетков срезает мяч в свои ворота, затем, по традиции, за пять минут до конца матча прозвучал гонг, Кочетков пробежал с мячом полполя и отдал голевую передачу Вячеславу Соловьёву. В итоге, благодаря этой победе армейцы взяли чемпионские медали, обойдя «Динамо» на 1 очко.
После завершения карьеры футболиста работал тренером. В последние годы жизни работал администратором на стадионе ЦСКА.

## Достижения
- Чемпион СССР (4): 1946, 1947, 1948, 1950.
- Серебряный призёр чемпионата СССР (4): 1945.
- Обладатель Кубка СССР: 1945, 1947, 1948, 1950.
- Заслуженный мастер спорта СССР (1948).
- В списках лучших футболистов чемпионата СССР: 2 раза: № 1 — 1948, № 3 — 1938.
- Победитель Всемирной рабочей Спартакиады во Франции (1938)
- Участник многих международных встреч с клубами Франции, Венгрии, Чехословакии, Болгарии.
- В 1936 году был включён в список 22 лучших игроков сезона (хоккей с мячом)